# 南部町ふれあいバス
南部町ふれあいバス（なんぶちょうふれあいバス）とは、鳥取県西伯郡南部町で運行するコミュニティバス。一部の路線は島根県安来市にも乗り入れる。4路線6ルートが運行されている。
自家用自動車による有償運送で、運行は日ノ丸自動車に委託されている。
2008年4月1日にそれまでの事業用自動車による運送から変更された。

## 特徴
- 料金は以下の通りとなっている。
  - 大人150円、小学生100円、大人障害者等100円、小学生障害者等50円、幼児は無料。
- ファミリー定期券（家族全員で使用可能、ただし1枚につき1名のみ）
  - 3箇月4,500円、6箇月9,000円
- 専用回数券
  - 1,000円券（100円券の11枚綴り）、1,500円券（150円券の11枚綴り）
- なお、一般路線の乗車券類は使用できない。
- 運行は日ノ丸自動車に委託している。
- なお、南さいはく線以外は、土曜・休日・1月1日 - 1月3日は全便運休となる。

## 各営業所（車庫）所在地
- 日ノ丸自動車米子支店法勝寺車庫
  - 鳥取県西伯郡南部町鴨部110-2

## 沿革
- 2004年8月1日 運行開始。
- 2008年4月1日 自家用自動車による有償運送に変更（名称は変更なし）。これに伴い、鳥取藩のりあいばす乗放題手形は使用できなくなった。なお、運行は引き続き日ノ丸自動車に委託されている。
- 2018年10月1日 南さいはく線を新設[1][2]。

## コース

### 循環線
- 日ノ丸車庫（下鴨部） - 法勝寺庁舎 - 西伯小学校前 - 西伯病院 - 上阿賀 - 丸合西伯店 - 天萬庁舎 - 会見郵便局前 - 手間 - 総合福祉センター「いこい荘」 - 朝金 - 御内谷 - 馬佐良 - 福頼 - 法勝寺中 - 法勝寺庁舎 - 西伯小学校前 - 西伯病院 - 上阿賀 - 丸合西伯店
  - 上記は時計回り。反時計回りは文末方向から順番にとまる。

### 奥絹屋・与一谷線
- 法勝寺庁舎 - 西伯小学校前 - 西伯病院 - 西 - 奥絹屋 - 西 - 原工業団地南 - 原工業団地北 - 猪小路 - 与一谷 - 猪小路 - 南部ニュータウン - 北方入口 - 丸合西伯店 - 上阿賀 - 西伯病院 - 西伯小学校前 - 法勝寺庁舎
  - 上記は時計回り。反時計回りは文末方向から順番にとまる。

### 伐株線
- 丸合西伯店 - 上阿賀 - 西伯病院 - 西伯小学校前 - 法勝寺庁舎 - 法勝寺中学校入口 - 徳長公民館前 - 伐株（きりくい） - 須山（島根県安来市）
  - 須山で安来市広域生活バス（イエローバス）の上小竹 - 赤屋 - 伯太 - 米子線と接続している便はない。

### とっとり花回廊線
- 法勝寺庁舎 - 西伯小学校前 - 西伯病院 - 上阿賀 - 丸合西伯店 - 天萬庁舎 - 総合福祉センター「いこい荘」 - 朝金 - 池野 - 鶴田 - とっとり花回廊
- 南部中学校玄関 → 池野（南部町立南部中学校部活動専用臨時便）

### 南さいはく線
南さいはく線はデマンドバスとなる。
- 丸合西伯店 - 西伯病院 - 西伯小学校前（上りのみ）/図書館前（下りのみ） - 福頼 - 東長田郵便局前 - 金山 - 鎌倉入口
- 丸合西伯店 - 西伯病院 - 西伯小学校前（上りのみ）/図書館前（下りのみ） - 福頼 - 東長田郵便局前 - 金山 - 鎌倉入口 - 金山 - 東長田郵便局前 - 上長田車庫 - 大木屋
- 丸合西伯店 - 西伯病院 - 西伯小学校前（上りのみ）/図書館前（下りのみ） - 法勝寺中 - 日ノ丸車庫（下鴨部） - 上長田車庫 - 大木屋

## 車両
- 小型バス（日野・リエッセ（AT、ステップリフト付き））3台で運行されている。いずれも、日本宝くじ協会からの助成金で寄贈された宝くじ号である。

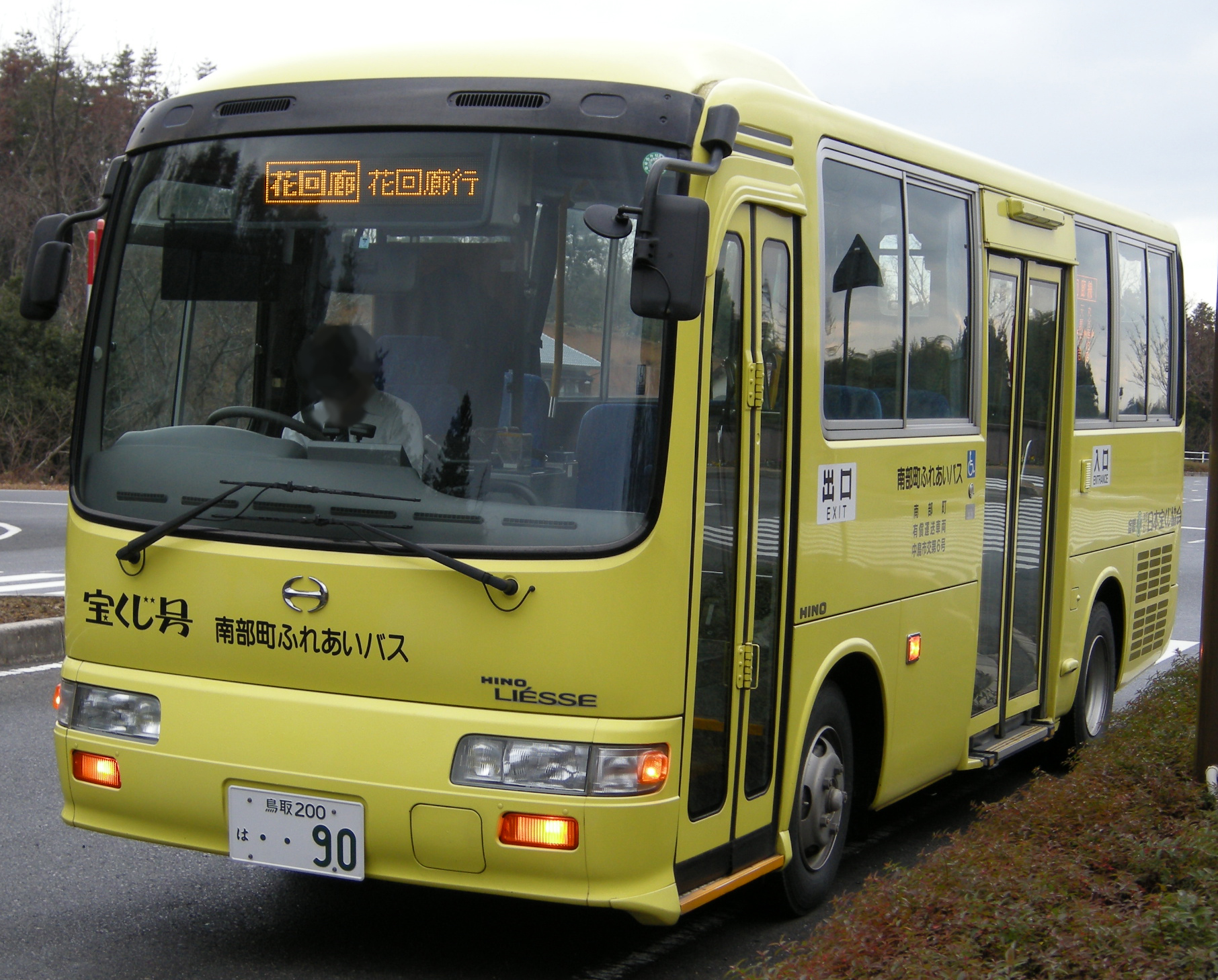
ふれあいバスの車両